# 공청회
공청회(公聽會)란 행정청이 공개적인 토론을 통하여 어떠한 행정작용에 대하여 당사자 등, 전문지식과 경험을 가진 자 또는 기타 일반인으로부터 의견을 널리 수렴하는 절차를 말한다. 공청회는 사인의 권리보호를 위한 의미도 갖고, 합리적인 행정을 위한 의견수렴 의미도 갖는다. 행정의 실제상 의견수렴의 의미가 권리보호의 의미보다 크다고 하겠다.

## 공청회참여권
행정청이 처분을 함에 있어서 1. 다른 법령 등에서 공청회를 개최하도록 규정하고 있는 경우나 2. 당해 처분의 영향이 광범위하여 널리 의견을 수렴할 필요가 있다고 행정청이 인정하는 경우에는 공청회를 개최한다 일정한 사유가 있는 경우에는 공청회를 재최하지 아니할 수 있다.

## 같이 보기
- 입법예고
- 행정예고
- 행정지도